# The Fabulous Johnny Cash
The Fabulous Johnny Cash é o terceiro álbum de estúdio do cantor Johnny Cash, lançado em 1958.

## Faixas
Todas as faixas por Johnny Cash, exceto onde anotado.
1. "Run Softly, Blue River" – 2:22
2. "Frankie's Man, Johnny" (Tradicional) – 2:15
3. "That's All Over" (Dick Glasser) – 1:52
4. "The Troubadour" (Cindy Walker) – 2:15
5. "One More Ride" (Bob Nolan) – 1:59
6. "That's Enough" (Dorothy Coates) – 2:41
7. "I Still Miss Someone" (Johnny Cash, Roy Cash Jr) – 2:34
8. "Don't Take Your Guns to Town" – 3:03
9. "I'd Rather Die Young" (Beasley Smith, Billy Vaughn, Randy Wood) – 2:29
10. "Pickin' Time" – 1:58
11. "Shepherd of My Heart" (Jenny Lou Carson) – 2:10
12. "Suppertime" (Ira Stanphill) – 2:50

## Paradas
| Ano  | Parada        | Posição |
| ---- | ------------- | ------- |
| 1958 | Billboard 200 | 19      |

## Créditos
- Johnny Cash - Guitarra, vocal
- Al Casey - Guitarra
- Luther Perkins - Guitarra
- Don Helms - Guitarra
- Marshall Grant - Baixo
- The Jordanaires - Vocal de apoio
- Marvin Hughes - Piano
- Buddy Harman - Bateria
- Morris Palmer - Bateria